# 三枝純子
三枝 純子（さえぐさ じゅんこ、1958年10月6日 - ）は、日本の女性歌手である。長崎県佐世保市出身。

## 経歴

### デビュー前
- 1958年10月6日、長崎県佐世保市に生まれる。
- 1960年、熱湯風呂に誤って落ち、父親が助けだしたが、皮膚はただれ両脇下に父親の手の痕が着くほどの大火傷を負った。医者からは99%助からないと言われ、通夜葬式の準備までしたが、奇跡的に助かったばかりか火傷の痕一つないまでに回復した[要出典]。
- 1963年、父の転勤で、母、年子の弟の家族四人で佐世保を離れ、その後も1年おきに長崎県内を転々とする。
- 1974年、高校1年16歳の時、友人に誘われ五木ひろし・都はるみのコンサートを博多まで観に行き、歌手になることを決意する。矢も楯もたまらず東京に家出をするが、直ぐに連れ戻されてしまった[要出典]。
- 高校を卒業後、都はるみの付き人をやれば直ぐに歌手になれると考え、当時の都はるみ担当マネージャーに掛け合いサンミュージックに入社。しかし当時、都はるみの付き人は既に妹がやっていたため、事務所内で雑務に携わりながら芸能界のイロハを叩き込まれた[要出典]。
- 1978年、歌手になるため会社が終わってから当時はやりのカラオケパブに歌を練習しに行っていた。そこで知り合ったセミプロの人物から一緒にクラウンレコードのプロテストに誘われ、会社に内緒で申込みをする。オーディションの期間は3ヶ月、1次審査でプロを目指す300人以上の中から20人、2次審査で5人が選ばれ、3次審査（最終審査）で最後のひとりが選ばれるという熾烈な競争の中で合格した[要出典]。

### デビュー後
- 1979年、NHKあなたのメロディーから泉ピン子と競作で「チョット見のいい女」で歌手デビューを果たす[要出典]。
- 1981年から全国のクラブ、キャバレーを回り「キャバレーの女王」と呼ばれた[要出典]。
- 1982年、市川昭介の弟子となり、再デビューの準備。
- 1983年、市川昭介作曲の「私をあげる」「ふるさとの風」で再デビュー。この頃「夜キャン」という夜のスナック等のキャンペーンが流行り始め、神奈川県での1ヶ月キャンペーンでは1日100～200枚以上のレコードが売れ、寝る間もないほどの忙しさであった。テレビ・ラジオ・雑誌等にも多数出演した[要出典]。日本テレビの寒中水泳大会ではとんねるずの二人と同じチームで戦い準優勝。当時まだあまり売れていなかった二人が賞金を自宅に送ってほしいとスタッフに交渉する光景を見てパワーを感じる。
- 1984年、元読売巨人軍の柳田真宏と「甘い関係」でデュエット。
- 1985年、結婚出産。産後1ヵ月で新曲をレコーディングする。
- 1986年、「おんな心」「川越なごり雨」発売。川越地区の有線放送で5週連続で1位を獲得[要出典]。
- 1989年、「博多の女っちゃ」「佐渡恋挽歌」発売。
- 1990年、目黒ライブハウスでワンマンライブ
- 2000年、「夢の人」「鱒寿司夫婦しゃり」発売。
- 2001年、「鱒寿し夫婦しゃり」で、アラジンのボーカル高原兄とデュエット。
- 1998年から2008年まで、歌の仕事を続けながら新人育成にも携わり、猪苗代で行われたモーグル世界選手権の公認曲「ジャンプ」を制作プロデュース。また、スカイパーフェクTV放送のドラマ「桜の木の下で」をプロデュース。プロダクションの代表取締役としてグラビアアイドル、タレント、役者を育成した[要出典]。
- 2005年、離婚。
- 2009年から6年間、岩手県大船渡、陸前高田2ヵ所、猪苗代、会津若松の計5か所の介護施設や病院に毎月足を運び、独自に考案した音楽癒し療法で年配者の癒しに奮闘した。2011年3月には足を運ぶことが出来なかった。
- 2010年、「風見鶏」「素顔」発売。

全国キャンペーン　番組多数出演
- 2010年、福島で新曲「風見鶏」発売ワンマンライブ開催。
- 2010年11月14日、長山洋子の「洋子の演歌一直線」（テレビ東京）にゲスト出演。
- 2011年12月、福島でディナーショー開催。
- 2012年11月、福島でディナーショー開催。
- 2012年9月、渋谷REXでワンマンライブ。
- 2013年、「なみだ道」「おんなの醍醐味」発売。

全国キャンペーン　番組多数出演
- 2013年6月、新宿・Ruido K4でワンマンライブ。
- 2014年4月、NYライブTHE BITER END　他2ヵ所。
- 2014年7月、バンクーバーへ単身1ヶ月のホームステイで英語学校へ通う。
- 2014年9月、渋谷REXでワンマンライブ開催。
- 2015年10月、原宿ラドンナでワンマンライブ開催。
- 2016年4月、中目黒でワンマンライブ開催。
- 2016年6月、原宿ラドンナでワンマンライブ開催。
- 2017年9月、青山RizMでワンマンライブ開催。
- 2018年1月～6月、プラチナTVで「純子にくびったけ」放送（毎週土曜日20時）。
- 2018年6月、青山RizMでワンマンライブ開催
- 2019年10月1日。新宿ReNYで41周年コンサート開催

### エピソード
ロケで30回ほど行っている沖縄で1度も雨に打たれたことがなく、他の制作会社から天気が晴れるように同行してくれと頼まれるほどの晴れ女である。
またドラマ「桜の木の下で」の撮影（毎月2日間）では、最初の2ヶ月は監督から外ロケの日も一応スタジオも取って欲しいと言われるが、雨は降らないから大丈夫、その必要はないと頑なに言い続け、3ヶ月経つ頃には周りのカメラマンや照明等のスタッフが本当に晴れ女だと信じ、4ヶ月目からは監督も何も言わなくなり、とうとう9ヶ月間1度も雨は降らなかった。いつから晴れ女になったか定かではないが、ステージが野外の時、音響係が「三枝さん、出来ればわれわれの撤収が終わるまで降らせないでください」と頼まれたほどで、20代の頃からのようだ。

## ディスコグラフィ
- 1978年 「チョット見のいい女」（日本クラウンからデビュー)
- 1981年 「私をあげる」/「ふるさとの風」（市川昭介作曲)
- 1983年 「甘い関係」（元読売ジャイアンツ・柳田真宏とデュエット）
- 1987年4月 「おんな心」「川越なごり雨」
- 1989年4月21日「博多の女っちゃ」「佐渡恋挽歌」
- 2001年 「夢の人」「鱒寿司夫婦しゃり」
- 2002年 「鱒寿司夫婦しゃり」（アラジンの高原兄とデュエット）
- 2010年5月12日 「風見鶏」「素顔」
- 2013年6月5日 「なみだ道」「おんなの醍醐味」発売